# Kalman Szkalak
Kalman Szkalak (* 1953) ist ein ehemaliger ungarischer professioneller Bodybuilder und Radrennfahrer. Sein frühes Leben war von der Ungarischen Revolution geprägt, während der seine Familie als Flüchtlinge das Land verlassen musste.

## Biografie

### Asylsuche
Szkalak Familie stand während der Ungarischen Revolution vor Turbulenzen, was seine Familie zur Flucht zwang. Sie ließen sich schließlich in Delaware, USA, nieder. Szkalak entwickelte Interesse am Bodybuilding, als er in einem örtlichen Fitnessstudio zu arbeiten begann. Nach dem Gewinn des Wettbewerbs 1975 AAU Mr. Delaware zog er nach Gold’s Gym in Venice Beach, Kalifornien.

### Streben nach dem Mr. Universe
1977 setzte Szkalak sich das Ziel, am angesehenen Mr.-Universe-Wettbewerb teilzunehmen. Nach dem Gewinn des Mr.-USA-Wettbewerbs besiegte er in der Schwergewichtsklasse IFBB Mr. Universe Mike Mentzer.

### Zusammenarbeit mit Joe Weider
Szkalaks Aufstieg weckte das Interesse von Joe Weider und führte zu regelmäßigen Beiträgen in Bodybuilding-Zeitschriften. Ein Streit über unbezahlte Fotos mündete jedoch in eine Klage und unterstrich Szkalaks prinzipientreue Haltung.

## Bodybuilding-Karriere
Szkalak trat während der „Goldenen Ära“ des Bodybuildings in den 1960er und 1970er Jahren an. Zu seinen Erfolgen gehören:
- 1975: AAU Mr. Delaware – 1. Platz
- 1976: AAU Mr. America – 1. Platz (auch Gewinner von größten Armen, Brust und Rücken)
- 1977: IFBB Mr. Universe Schwergewichtsklasse – 1. Platz
- 1978: IFBB Mr. Olympia – 5. Platz

### Versuche der Gründung einer neuen Bodybuilding-Gesellschaft
Unglücklich über die Behandlung innerhalb der International Federation of Bodybuilding & Fitness (IFBB) versuchte Szkalak, eine Bodybuilding-Gewerkschaft zu gründen. Er wurde zwar unterstützt von Arnold Schwarzenegger, doch die Gründung kam letztlich nicht zustande.

## Daten
- Gewicht: 88,5 bis 93,0 kg
- Größe: 177,5 cm